# 巴赫托德冰川
77°03′S 162°20′E / 77.050°S 162.333°E
巴赫托德冰川是南極洲的冰川，位於維多利亞地的斯科特海岸，發源自岡維爾與凱斯山脈的喬多恩山，最終注入棉花冰川，現時由南極條約體系管理。